# ABBA: You Can Dance
Pour les articles homonymes, voir You Can Dance.
ABBA: You Can Dance est un jeu vidéo musical basé sur les chansons du groupe ABBA, ainsi qu'à ses danses. 

## Système de jeu
Le joueur peut s’initier aux fameuses chorégraphies de ABBA grâce à la reproduction en 3D des clips les plus célèbres du groupe. Jusqu’à quatre personnes peuvent partager simultanément le jeu, et prendre la place d'un membre du groupe, et confronter leurs talents de danseurs. La playlist est constituée de 26 titres, dont Honey, Honey, Mamma Mia et Super Trouper.
Le jeu propose au joueur de danser sur différents titres du groupe ABBA. Pour cela, il existe 3 modes de jeu. Le premier est un un mode Mini-musical qui permet d'incarner les rôles principaux d'une petite histoire d'amour inspirée par les chansons du groupe. Le deuxième est un mode Danse qui correspond au menu habituel que l'on peut trouver dans les Just Dance. Le troisième est un mode Karaoké où l'on peut chanter sur différentes musiques du groupe.

## Développement
Le jeu est développé et publié par Ubisoft, puis sorti le 24 novembre 2011 sur Wii. ABBA: You Can Dance est en grande partie basé sur le moteur de jeu de Just Dance.

## Liste des titres
| Chanson                                     | Année | Mode   | Danseur | Karaoké |
| ------------------------------------------- | ----- | ------ | ------- | ------- |
| Angeleyes                                   | 1979  | Solo   | ♀       | Non     |
| As Good as New                              | 1979  | Solo   | ♀       | Non     |
| Bang-A-Boomerang (M)                        | 1974  | Duo    | ♀/♀     | Non     |
| Dancing Queena                              | 1976  | Solo   | ♀       | Oui     |
| Does Your Mother Know (M)                   | 1979  | Duo    | ♀/♂     | Oui     |
| Fernando                                    | 1976  | Duo    | ♀/♀     | Oui     |
| Gimme! Gimme! Gimme! (A Man After Midnight) | 1979  | Solo   | ♀       | Oui     |
| Head over Heels                             | 1982  | Solo   | ♀       | Oui     |
| Hole In Your Soul (M)                       | 1977  | Groupe | ♀/♀/♂/♀ | Non     |
| Honey, Honey (M)                            | 1974  | Groupe | ♀/♀/♀/♂ | Non     |
| I'm a Marionette                            | 1977  | Duo    | ♀/♂     | Non     |
| I Do, I Do, I Do, I Do, I Do (M)            | 1975  | Duo    | ♀/♂     | Non     |
| If It Wasn't for the Nights                 | 1979  | Solo   | ♂       | Non     |
| Knowing Me, Knowing You                     | 1977  | Groupe | ♂/♀/♀/♂ | Oui     |
| Lay All Your Love on Me                     | 1981  | Solo   | ♀       | Non     |
| Mamma Mia                                   | 1975  | Groupe | ♂/♀/♀/♂ | Oui     |
| Money, Money, Money                         | 1976  | Solo   | ♀       | Oui     |
| People Need Love (M)                        | 1973  | Groupe | ♀/♀/♂/♀ | Non     |
| Summer Night City                           | 1978  | Solo   | ♀       | Oui     |
| Super Trouper                               | 1980  | Solo   | ♀       | Oui     |
| Take a Chance on Me                         | 1978  | Duo    | ♀/♀     | Oui     |
| Voulez-Vous                                 | 1979  | Solo   | ♀       | Oui     |
| Waterloo                                    | 1974  | Groupe | ♂/♀/♀/♂ | Oui     |
| When I Kissed the Teacher                   | 1976  | Solo   | ♀       | Non     |
| The Winner Takes It All                     | 1980  | Solo   | ♀       | Oui     |

- a  indique que la chanson a 2 chorégraphies.
- Le "(M)" indique que la musique est disponible dans le mode « Mini-musical »

## Accueil
En discutant de la sortie prochaine de ABBA : You Can Dance, Andrew Hayward, rédacteur de GamesRadar+, a trouvé que la sélection de chansons était mince, bien que le fait que le jeu soit relativement moins cher que les jeux Wii typiques ait aidé. Metacritic donne au jeu une note globale de 66 sur 100. Sarah Ditum, rédactrice de The Guardian, trouve que l'idée d'utiliser ABBA comme base pour un jeu vidéo était bonne, appréciant que la chorégraphie soit appropriée à la musique. Cependant, elle a trouvé que le jeu était quelque peu limité et qu'il cessait d'être engageant assez rapidement, bien qu'elle ait apprécié qu'il soit bon marché. Adam Riley, rédacteur de Cubed3, a été plus positif à propos du jeu, estimant qu'il serait apprécié par les fans de jeux de danse et d'ABBA. Dak, rédacteur de Wired, a estimé qu'il s'agissait d'un jeu qui ferait danser les membres de la famille sur les airs classiques d'ABBA. Jeffrey L. Wilson, rédacteur de PC Mag, l'a inclus dans sa liste des 10 meilleurs jeux Wii de 2011, exprimant son plaisir pour les modes de jeu proposés. Les ventes combinées d'ABBA : You Can Dance et de sept autres jeux de danse d'Ubisoft entre le 20 et le 26 novembre 2011 totalisent plus d'un million d'exemplaires vendus.